# Harlem Gnohéré
Harlem-Eddy Gnohéré (n. 21 februarie 1988, Paris, Franța) este un fotbalist francez de origine ivoriană care în prezent este sub contract cu Royal Mouscron-Péruwelz. Acesta a câștigat titlul de golgheterul Ligii 1 a României în sezonul 2017-2018.

## Biografie
S-a format la echipa franceză Troyes AC. A emigrat foarte tânăr în Elveția, jucând la echipe modeste. În 2010 a ajuns în Belgia, remarcându-se la echipa Royal Excelsior Virton din Divizia a 3-a. Transferat la Sporting Charleroi a fost, în 2012, cel mai bun marcator din Divizia a 2-a belgiană, cu 18 goluri marcate, contribuind la promovarea echipei în Jupiler Pro League. În sezonul 2014-2015 a jucat pentru R.A.E.C. Mons, club care și-a declarat falimentul în 16 februarie 2015. Ajuns la Dinamo București, a fost cel mai bun marcator al echipei în sezonul 2015-2016, cu 12 goluri marcate în campionat. Gnohéré a înscris de două ori (din lovituri de la 11 m) și în finala Cupei României, pierdută de Dinamo, la penaltiuri, în fața lui CFR Cluj. În 2017 este transferat de FCSB pentru suma de 250.000 de euro.

## Legături externe
- fr Statisticile lui  Harlem Gnohéré în campionatul francez pe site-ul LFP
- Profilul lui Harlem Gnohéré pe Soccerway
- Harlem Gnohéré – pe site-ul UEFA